# مايكل كريس
مايكل كريس (بالإنجليزية: Michael Kures)‏ مواليد 25 يوليو 1964 في براغ، تشيكوسلوفاكيا، هو لاعب كرة مضرب أمريكي سابق وكان يلعب باليد اليمنى. أعلى تصنيف له في الفردي كان المركز الـ 107 في سنة 1988. أعلى تصنيف له في الزوجي كان المركز الـ 211 في سنة 1984.

## النهائيات

### الزوجي: (1)
| الرقم | السنة | الدورة                   | الأرضية | الشريك    | المنافس في النهائي          | النتيجة في النهائي |
| ----- | ----- | ------------------------ | ------- | --------- | --------------------------- | ------------------ |
| 1.    | 1984  | وينتكا، الولايات المتحدة | صلبة    | دان غولدي | ريكاردو أكونيا بلاس براجوكس | 3–6, 6–4, 7–5      |

## روابط خارجية
- مايكل كريس على موقع رابطة محترفي التنس (الإنجليزية)
- مايكل كريس على موقع الاتحاد الدولي لكرة المضرب (الإنجليزية)
- مايكل كريس على موقع خلاصة التنس.كوم (الإنجليزية)